# Imán (religión)
Imán (en árabe: إمام‎, romanizado: imām, "que predica la fe"), también escrito como imam, es una posición de liderazgo en el islam. 
El término se utiliza para llamar a la persona que dirige la oración colectiva en una mezquita y en una comunidad musulmana entre los musulmanes suníes. En este contexto, los imanes pueden dirigir los cultos, servir como líderes comunitarios y brindar guía religiosa. A partir del siglo IX, el término se ha usado también para designar a eruditos religiosos suníes sobresalientes. Con mayor frecuencia, sin embargo, el término se refiere a los califas en la literatura jurística suní. En Yemen, el título se le daba en el pasado al rey del país. 
Para los musulmanes chiíes, los Imanes son los guías o líderes de la comunidad islámica o umma después del Profeta. El término se puede aplicar solamente a los miembros de Ahl al-Bayt, esto es, a la familia del Profeta islámico Mahoma y en particular a los descendientes de su hija Fátima, quienes son designados como infalibles.
La palabra imán es un término árabe que significa líder, modelo, autoridad o ejemplar. El término aparece en el Corán, por ejemplo en 2ː124, en referencia a la promesa de Dios de hacer a Abraham un "imán para la gente," y en 11ː17 y 46ː12, donde el "Libro de Moisés" es caracterizado como un "imán." En la literatura teológica y jurística antiguas, el Corán y la sunna son a veces llamados "imán," aunque el Corán no se describe a sí mismo en tales términos. 

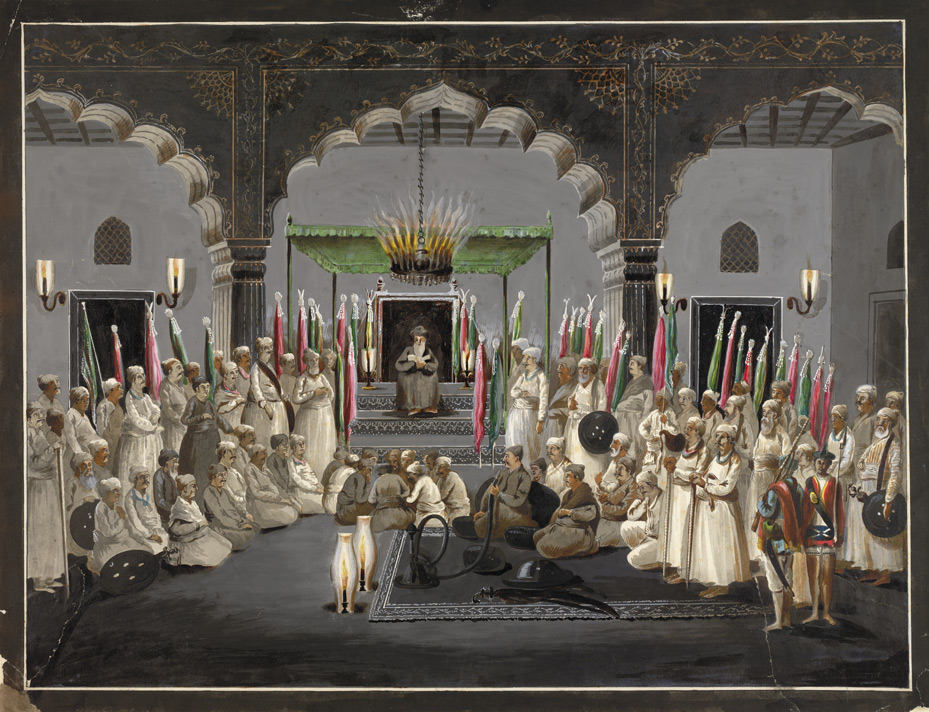
Un imán lee versículos del Corán después de la oración nocturna (Isha') en el Imperio mogol. Acuarela del Festival de Muharram, parte de la colección Hyde, de un artista desconocido que trabaja en el estilo Murshidabad, c. 1795. Inscripción en el reverso a lápiz: «El nubab de Moorshedd en oración»; en tinta: «El nawaub de Morshedabad en oración, una escena nocturna».

## Imanes suníes
La rama Suní del islam no tiene imanes en el mismo sentido que los chiíes, una distinción importante que con frecuencia es pasada por alto fuera de la religión islámica. En términos cotidianos, el imán para los suníes es quien lidera las oraciones islámicas formales (Fard), incluso en lugares distintos a la mezquita, cuando quiera que se hagan oraciones en grupos de dos o más personas, una persona dirigiendo (imán) y las demás siguiéndole, copiando sus acciones rituales de culto. Con mucha frecuencia, los sermones del viernes los da un imán escogido. Todas las mezquitas tienen un imán para dirigir las oraciones (congregacionales), aunque en ocasiones sea solamente un miembro de la congregación reunida más que una persona asalariada y designada oficialmente. La posición de las mujeres como imanes es controvertida. La persona que debería escogerse, de acuerdo con el Hadiz, es la que tenga más conocimiento del Corán y de la Sunna (tradición profética) y que sea de buen carácter.
Se suele pensar que los imanes son el equivalente al rabino o sacerdote. Sin embargo, no es así: el islam suní carece de clero y un imán, en principio, puede ser cualquier persona que conozca bien el ritual del rezo. Se sitúa delante de los demás fieles en las mezquitas y sirve de guía para realizar el ritual de oración, aunque no es obligatorio seguirle. A menudo se afirma que cada musulmán puede ser su propio imán, con tal de que sepa rezar correctamente, y que el cargo de imán existe solo mientras dura la oración.
Aunque técnicamente es así, en la práctica se da cierta profesionalización. Hay personas que siguen estudios específicos para dedicarse a esta tarea. La elección de un imán recae en principio en la propia comunidad que le va a seguir, aunque con frecuencia los poderes estatales u otros intentan intervenir en el nombramiento de imanes para mantener las mezquitas bajo control, sobre todo desde el auge del islamismo. A pesar de todo, el sistema posee una gran descentralización comparado con el de las iglesias cristianas o el del judaísmo, ya que, desde un punto de vista estrictamente religioso, no existe ninguna instancia superior que deba ratificar la formación de una comunidad.
El término se utiliza también para referirse a escolares o autoridades religiosas reconocidas en el islam, a menudo respecto a los fundadores de las madhabs o escuelas de jurisprudencia (fiqh) suníes. Puede referirse también a los académicos musulmanes que crearon las ciencias analíticas relacionadas con el Hadiz o a los líderes de la familia de Mahoma en sus tiempos generacionales.
También se llama "imán" a una figura central en un movimiento islámico, como en el caso de Imán Nabhawi en Siria, y el de Ahmad Raza Khan en la India y Pakistán.

### La posición de imán en Turquía
El Estado turco designa a los imanes para trabajar en las mezquitas y se les obliga a ser egresados de una escuela secundaria İmam Hatip o tener un título universitario en teología. Es un cargo oficial regulado por la Presidencia de Asuntos Religiosos de Turquía y solo se designan hombres, en tanto que las oficiales de la misma organización estatal trabajan como predicadoras y tutoras de cursos sobre el Corán, expertas en ceremonias religiosas. Se espera que estos oficiales pertenezcan a la escuela hanafí de la rama suní.

## El Imanato Chií
Entre los chiíes el término imán, aparte de referirse al guía de una comunidad, es el título que ostentaban los jefes supremos de toda la comunidad chií (el equivalente al califa suní). Los imanes tienen un significado más central a la creencia, y se refieren a líderes de la comunidad (umma). En el chiismo, un imán no solo es presentado como el hombre de Dios por excelencia, sino también como partícipe pleno en los nombres, atributos y actos que usualmente se reservan solo para Dios. Los chiíes imamíes (duodecimanos) e ismailíes creen que estos imanes son escogidos por Dios para ser ejemplos perfectos de los fieles y para liderar a la humanidad en todos los aspectos de la vida. Creen también que todos los imanes escogidos están libres de cometer pecado alguno, una impecabilidad que se llama ismah. Estos líderes deben ser obedecidos pues fueron designados por Dios. 
La historia del chiismo está marcada por numerosos desacuerdos con respecto a la identidad y número preciso de los imanes, así como respecto a cómo deben definirse la autoridad y funciones de los imanes. Muchos de estos desacuerdos han continuado hasta el día de hoy. Los imamíes, quienes han llegado a ser el grupo más numeroso entre los chiíes, creen en doce imanes, y de allí su apelativo común de "Ithna' 'asharis’" o "Duodecimanos." Los imamíes consideran que el título de Imán es hereditario, y que su último representante, el duodécimo imán Muhammad al Mahdi, según la tradición, "desapareció" en el año 873 y vive desde entonces oculto (el mahdi o imán oculto), rigiendo desde la sombra los destinos de la comunidad. En cuanto a los ismailíes, todas sus variantes tienden a aceptar en general a los mismos cuatro imanes que aceptan los chiíes zaydíes y los primeros seis imanes de los duodecimanos. Las variantes Nizaríes y Musta'líes se conocen colectivamente como ismailíes fatimíes o fatimitas, en contraste con los ismailíes septimanos. Los zaidíes consideran que Zayd ibn Ali fue el quinto imán, en vez de su hermano Muhammad al-Baqir, que es aceptado por ismailíes e imamíes (duodecimanos). Los duodecimanos aceptan a Musa ibn Ya'far como sucesor de Ya'far as-Sadiq, en tanto que los fatimíes considerar que es su hermano mayor Isma'il ibn Yá'far quien fue el siguiente imán, seguido por su hijo Muhammad ibn Isma'il. Los septimanos consideran que Isma'il ibn Yá'far (o su hijo Muhammad ibn Isma'il) fue el último Imán y Mahdi oculto.
El imanato es uno de los pilares del chiismo, que le aparta de la interpretación mayoritaria del islam en la que todos los creyentes son iguales ante Dios. Para los chiíes, Dios no puede admitir que el hombre camine hacia su perdición, y por ello envió a los profetas para guiarle. La muerte de Mahoma, sin embargo, puso fin al ciclo profético según la creencia general del islam. Ya que no hay profetas, es necesario un garante espiritual de la conducta humana, que sea al mismo tiempo prueba de la veracidad de la religión y guía de la comunidad: el imán.
El merecedor del cargo debe reunir una serie de características que le hagan ser el hombre más perfecto de su tiempo: versado en la religión, justo, desprovisto de defectos. Además, tiene cierta investidura sobrenatural otorgada por el profeta y por el imam precedente. El imán es infalible, y debe ser descendiente directo de Mahoma (Huséin, el tercer imán, era hijo de Ali y de una de las hijas del profeta, Fátima). Esta reivindicación, que en su origen tenía un carácter político, adquirió con el tiempo una importante dimensión teológica.
El imanato encarna a la vez los poderes espiritual y terrenal. Sin embargo, dado que el imán está oculto, los miembros de la comunidad son libres de adoptar la actitud que deseen respecto al poder terrenal existente.
| Número y símbolo | Nombre             | Título                                       | Importancia | Nacimiento                                               | Muerte |
| ---------------- | ------------------ | -------------------------------------------- | --- | -------------------------------------------------------- | --- |
| 1                | Ali Ibn Abi Tálib  | Amir al-mu'minin                             | El Primer Imán y el sucesor por derecho de Mahoma para los chiíes; los suníes le reconocen como el cuarto califa. Tiene un alto estatus en casi todas las órdenes sufíes (Turuq); los miembros de estas órdenes trazan su linaje hasta Mahoma a través de él. | 599 d C. La Meca (Arabia Saudí)                          | 661 d C. Asesinado en Kufa con una espada envenenada por el jariyí Abd-al-Rahman ibn Mulyam.8 11 Enterrado en la Mezquita del Imam Alí en Nayaf (Irak).                                                                 |
| 2                | Hasan ibn Ali      | al-Mujtaba                                   | El superviviente más joven, nieto de Mahoma a través de su hija Fátima az-Zahra. Sucedió a su padre como califa de Kufa, y sobre las bases del tratado de paz con Muawiya, renunció al control de Irak. | 624 d C. Medina (Arabia Saudí)                           | 670 d C. Según las fuentes chiíes, fue envenenado en Medina por una de sus mujeres siguiendo órdenes de Muawiya. Enterrado en el cementerio medinés de Al-Baqi'.                                                        |
| 3                | Husáin ibn Ali     | Sayyid ash-Shuhada                           | Nieto de Mahoma y hermano de Hasán ibn Alí. Se opuso a la validez del califato de Yazid I. Como resultado, él y su familia fueron asesinados en la batalla de Kerbala por las fuerzas del Yazid. Después de este incidente, la conmemoración de la Ashura se ha convertido en un ritual central en la identidad chií. | 626 Medina (Arabia Saudí)                                | 680 d C. Caído mártir y después decapitado en la batalla de Kerbala. Enterrado en el Mausoleo del Imam Huséin de Kerbala (Irak).                                                                                        |
| 4                | Ali ibn al-Husáyn  | al-Sajjad, Zayn al-'Abidin                   | Autor de las oraciones en Sahifa Al-Sajjadiyya, conocidas como "El Salmo de la Familia del Profeta" | 658 d C. Medina (Arabia Saudí)                           | 712 d C. Según la mayoría de los eruditos chiíes, fue envenenado en por orden del 6.º califa omeya Walid I en Medina. Enterrado en el cementerio medinés de Al-Baqi'.                                                   |
| 5                | Muhammad al-Baqir  | Baqir al-Ulum                                | Las fuentes suníes y chiíes le describen como uno de los primeros y más eminentes eruditos legales, enseñando a muchos estudiantes durante su permanencia. | 677 d C. Medina (Arabia Saudita)                         | 732 d C. Según algunos eruditos chiíes, lo envenenó en Medina (Arabia Saudí) Ibrahim ibn Walid ibn 'Abdallah, por orden del 10.º califa omeya, Hisham ibn Abd al-Málik. Enterrado en el cementerio medinés de Al-Baqi‘. |
| 6                | Ya‘far as-Sadiq    | as-Sadiq                                     | Estableció la jurisprudencia yaafarí y desarrolló la teología de los chiíes. Enseñó a muchos eruditos en diversos campos, incluyendo a Abu Hanifa y Málik ibn Anas en fiqh, Wasil ibn Ata y Hisham ibn Hakam en teología islámica y Geber en ciencia y alquimia. | 702 d C. Medina (Arabia Saudí)                           | 765 d C. Según las fuentes chiíes, fue envenenado en Medina (Arabia Saudí) por orden de Al-Mansur, segundo califa abasí. Enterrado en el cementerio medinés de Al-Baqi.                                                 |
| 7                | Isma'il ibn Yá'far | al-Mahdi el oculto                           | Tras la muerte del sexto Imán en 765 Yá‘far ibn Muhammad, él había nombrado sucesor a su primogénito Ismael ibn Yá'far (Ismael), pero este murió unos años antes que su padre. La parte de la comunidad chií que más adelante formará la rama de los imaníes decidió que le sucediera su otro hijo, Musa al-Kazim, como séptimo imán. El grupo llamado después ismailí, sin embargo, no admitió la muerte de Ismaíl y extendieron la creencia de que se había ocultado y que volvería al final de los tiempos como al-Mahdi. | 719 d C. Medina (Arabia Saudí)                           | Sin fecha de defunción. Según la doctrina ismailí septimana este Imán ha sido ocultado y volverá al final de los tiempos.                                                                                               |
| 7                | Musa ibn Ya'far    | al-Kazim                                     | Líder la comunidad chií durante el cisma ismailí y de otras ramas después de la muerte del anterior imán, Ya‘far as-Sadiq. Estableció una red de agentes que recogieron khums en la comunidad chií de Oriente Medio y en el Gran Jorasán. Tuvo una alta posición en Mahdavia; los miembros de estas órdenes trazan su linaje a Mahoma a través de él. | 744 d C. Medina (Arabia Saudí)                           | 799 d C. Encarcelado y envenenado en Bagdad (Irak) por orden del quinto califa abasí Harun al-Rashid. Enterrado en la mezquita bagdadí de Kadhimiya.                                                                    |
| 8                | Ali ibn Musa       | ar-Rida, Reza                                | Hecho príncipe heredero por el califa Al-Ma'mun, y famoso por sus discusiones con eruditos religiosos musulmanes y no musulmanes. | 765 d C. Medina (Arabia Saudí)                           | 817 d C. Según las fuentes chiíes, fue envenenado en Mashhad (Irán) por orden del califa Al-Ma'mun. Enterrado en el Mausoleo del Imam Reza, en Mashhad.                                                                 |
| 9                | Muhammad al-Yawad  | al-Taqi, al-Jawad                            | Famoso por su generosidad y su piedad de cara a la persecución del Califato Abásida. | 810 d C. Medina (Arabia Saudí)                           | 835 d C. Envenenado en Bagdad por su esposa Um al-Fazl, hija del califa Al-Mamun, por orden del octavo califa abasí, Al-Mu'tasim. Enterrado en la Mezquita de Kadhimiya (Bagdad).                                       |
| 10               | Ali al-Hadi        | al-Hadi, al-Naqi                             | Fortaleció la red de diputados en la comunidad chií. Les envió instrucciones, y recibió ayuda financiera de los fieles a partir de los khums y las promesas religiosas. | 827 d C. Surayya, pueblo cercano a Medina (Arabia Saudí) | 868 d C. Según las fuentes chiíes, fue envenenado en Samarra (Irak) por orden del decimotercer califa abasí, Al-Mu'tazz.33 Enterrado en la Mezquita Al-Askari de Samarra.                                               |
| 11               | Hasan al-Askari    | al-Askari                                    | Durante la mayor parte de su vida, durante el Califato Abásida, Al-Mu'tamid le restringió después de la muerte de su padre. La represión de la población chií fue especialmente alta en esa época debido a su gran número y a su poder creciente. | 846 d C. Medina (Arabia Saudí)                           | 874 d C. Según las fuentes chiíes, fue envenenado en Samarra (Irak) por orden del califa Al-Mu'tamid. Enterrado en la Mezquita Al-Askari de Samarra.                                                                    |
| 12               | Muhammad al-Mahdi  | al-Mahdi (el oculto), Imam Oculto, al-Hujjah | Según la doctrina duodecimana, es una personalidad histórica actual y es el imán actual y el Mahdi prometido, una figura mesiánica que volverá con el Mesías, Jesucristo. Restablecerá el gobierno justo del Islam y llenará la tierra de justicia y paz. | 868 d C. Samarra (Irak)                                  | Sin fecha de defunción. Según la doctrina imamí, desde 872 vive en estado de "ocultación", que proseguirá mientras lo determine la voluntad divina.                                                                     |